# 中國傳統村落

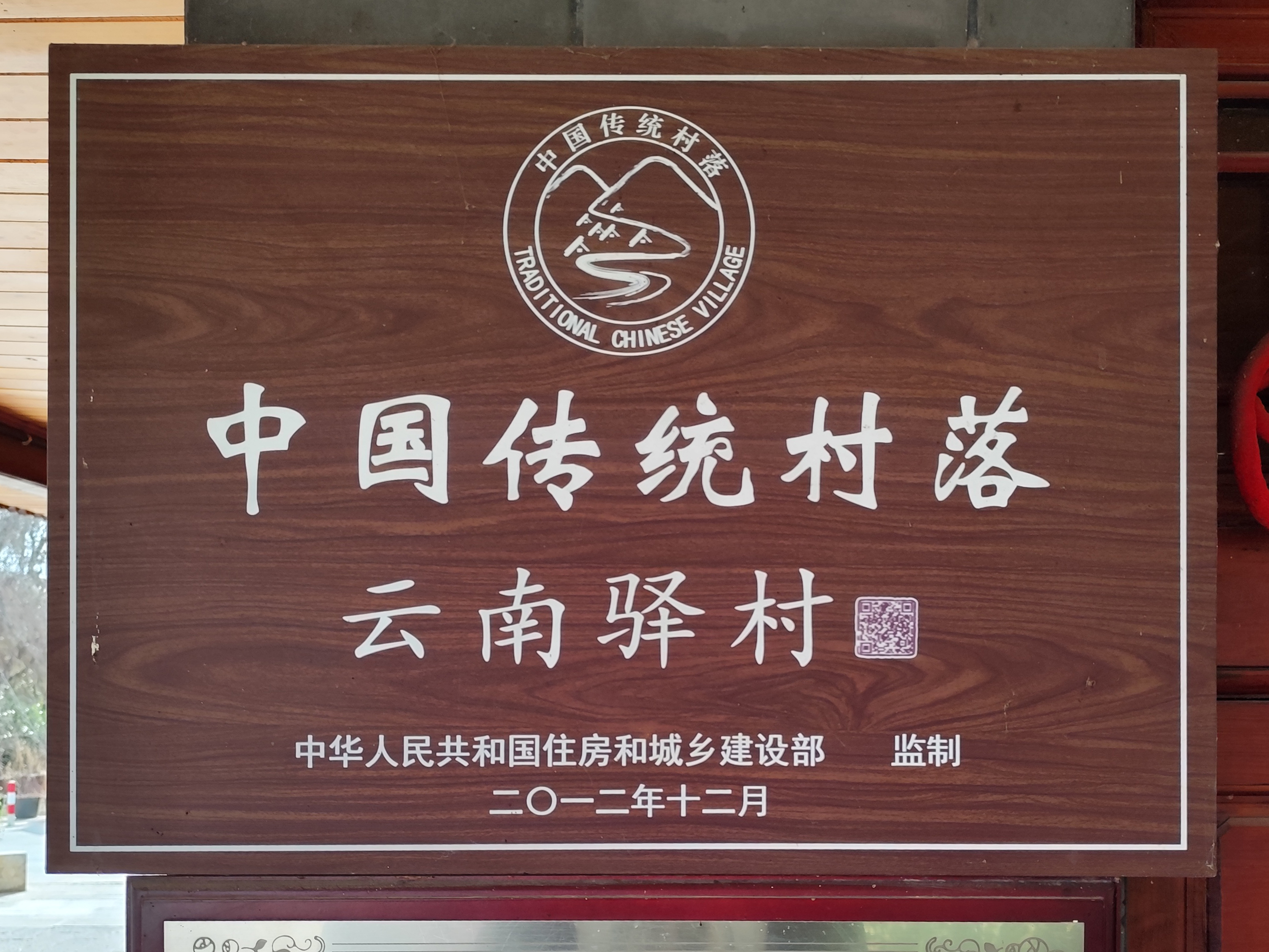
云南省祥云县云南驿村的中国传统村落标牌

中国传统村落是由中华人民共和国住房和城乡建设部、文化和旅游部、国家文物局、财政部、自然资源部、农业农村部在各地初步评价推荐的基础上，经传统村落保护和发展专家委员会评审认定并公示后予以公布的傳統村落，目前已公布六批共8155个村落。
中國傳統村落的定義通常是指具有歷史、文化、藝術、科學、社會或經濟價值，並且保留了較完整的傳統建築、村落格局及相關文化遺產的村落。根據中國國務院和相關部門的標準，以下是中國傳統村落的一些核心定義和特徵：
1. 歷史文化價值  村落具有悠久的歷史，其建設和發展承載了特定歷史時期的文化特徵，反映出傳統的生活方式、民俗、宗教信仰等文化內涵。
2. 傳統建築和格局  村落內保存了較完整的傳統建築，包含住宅、宗祠、寺廟、牌坊等建築物，並且村落的空間佈局、街巷設計等仍維持著傳統風貌。
3. 文化遺產傳承  村落內有豐富的非物質文化遺產，包括傳統手工藝、民間藝術、節慶活動、風俗習慣等，並且這些遺產仍在當地居民中傳承和延續。
4. 與自然環境的和諧  傳統村落的建設通常與當地的自然環境相協調，如依山傍水的佈局、利用自然資源的智慧設計等，展現了人與自然和諧共生的理念。
5. 獨特的地方特色  每個傳統村落都具有獨特的地域文化和民族特徵，反映出不同地區的自然、社會、經濟和文化特色。

中國傳統村落保護與發展的工作始於2012年，當時由住房和城鄉建設部、文化部、財政部等部門聯合開展了「中國傳統村落名錄」的評定工作，旨在對這些村落進行識別、保護和合理利用。

## 歷史
- 2012年12月17日公布第一批列入中国传统村落名录的村落名单，共646个村落。[4]
- 2013年8月26日公布第二批列入中国传统村落名录的村落名单，共915个村落。[5]
- 2014年11月25日公布第三批列入中国传统村落名录的村落名单，共994个村落。[6]
- 2016年12月9日公布第四批列入中国传统村落名录的村落名单，共1598个村落。[7]
- 2019年6月6日公布第五批列入中国传统村落名录的村落名单，共2666个村落。[8]
- 2023年3月19日公布第六批列入中国传统村落名录的村落名单，共1336个村落。[9]

## 分省列表
- 河北省传统村落列表
- 山西省传统村落列表
- 江苏省传统村落列表
- 浙江省传统村落列表
- 安徽省传统村落列表
- 福建省传统村落列表
- 江西省传统村落列表
- 山东省传统村落列表
- 河南省传统村落列表
- 湖北省传统村落列表
- 广东省传统村落列表
- 陕西省传统村落列表